# Ull

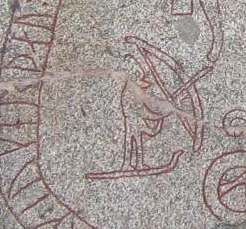
A Böksta Rúnakő, az alak valószínűleg Ull

Ull (Uller, Ullr, jelentése "dicsőség") egyike a korai isteneknek a skandináv mitológiában. Már a bronzkorszakban összefüggésbe hozták a harccal és a napimádattal. A viking hitben (asatru), Sif fiának és Thor mostohafiának tartják. Apja ismeretlen, de az újabb időkben több lehetőséget is felvetettek. Apja lehetne pl. Egil, Völund testvére vagy Aurvandil, akiket ráadásul gyakran összekevernek.

## Története
Ullt alig említik a mitologikus mondákban, de megjelenhet becsülettel és párviadallal kapcsolatban. Neve előfordul sok skandináv helység nevében, ami bizonyítja fontosságát a régebbi  kultusz keretében. Ullt gyakran úgy ábrázolják a mondákban, mint egy délceg és szép férfit, aki síléceken vagy hótalpakon megy. Egyik ismert kelléke a pajzs, míg fő fegyvere az íj. Ull a védője mindenkinek, aki imádja a tűzet és annak szent lángját. Saxo említ egy istent, Ollerust, latin formája az Ullnak, aki később átváltozott Odinná. Ull néha úgy szerepel, mint a tél istene és olyankor a téli hónapokban helyettesíti Odint. Úgy tartják, hogy a párja a föld istene, Holda asszony, akinek mezőit Ull télire betakarja hóval, hogy tavaszra termékenyek legyenek. Különben mint házastárs Nerthushoz kapcsolják, aki minden valószínűség szerint pont Holda asszony. Norvégiában régebben imádtak egy istent, kinek neve Ullinn volt, aki minden bizonnyal azonos volt Ullal.
Ull lakhelyének neve Ydalir (Tiszafavölgy), az Edda magyar fordításában, Ébenvölgy:
Ébenvölgy, ékes neve

a helynek, hol Ull

házát építtette;

Freynek Álf-hon

adatott hajdan

isteni ajándékul.

## Helységnevek
Ull sok helység nevében előfordul, például Svédországban: Ullared, Ullevi és Ultuna stb.
Norvégiában: Ullensaker, Ullern, Ullershov, Ullerål, Ullensvang, Ulland, Ullerøya stb.

## Fordítás
- Ez a szócikk részben vagy egészben  az   Ull (mytologi) című svéd Wikipédia-szócikk fordításán alapul.  Az eredeti cikk szerkesztőit annak laptörténete sorolja fel. Ez a jelzés csupán a megfogalmazás eredetét és a szerzői jogokat jelzi, nem szolgál a cikkben szereplő információk forrásmegjelöléseként.
- Ez a szócikk részben vagy egészben  az   Ullr című angol Wikipédia-szócikk fordításán alapul.  Az eredeti cikk szerkesztőit annak laptörténete sorolja fel. Ez a jelzés csupán a megfogalmazás eredetét és a szerzői jogokat jelzi, nem szolgál a cikkben szereplő információk forrásmegjelöléseként.